# Vox Caelestis Vegyeskar

A Vox Caelestis Vegyeskar 2004-ben alakult a Magnificat Gyermekkar régi tagjaiból, Szebellédi Valéria karnagy vezetésével.

## Történet
A Vox Caelestis Vegyeskar tagjai először a Magnificat Gyermekkar 10 éves jubileumi koncertjén (2000) énekeltek együtt, a gyermekkar régi tagjaiból alakult alkalmi kórusban. A Magnificat 15 éves évfordulóján a kórus már a Vox Caelestis név alatt énekelt, és az azóta eltelt időszakban különböző alkalmakra felkészülve adott műsort. A kórus jelenlegi összetételében 2009 óta énekel együtt. Rendszeres koncertjei mellett – énekelt a Kodály Zoltán születésének 130. évfordulója alkalmából rendezett hangversenyen, Daróczi Bárdos Tamás születésnapi koncertjén, valamint a szerzői estjén, illetve külföldön is adott koncertet. A kórus az első megmérettetésén, a 2013-as Budapesti Nemzetközi Kórusversenyen az 'A1' Vegyeskarok kötelező művel kategóriában VI. fokozatú arany diplomát szerzett, és kategóriagyőztesként magáénak tudhatta a kategóriagyőztesek legmagasabb pontszámát is.

## Karnagy
A kórus karnagya Szebellédi Valéria, Liszt Ferenc-díjas karnagy, a Magyar Köztársasági Ezüst Érdemkereszt és a Köztársasági Elnöki Érdemérme kitüntetettje, Kétszeres Artisjus-díjas, nyolcszoros Nagydíjgyőztes, Kórusolimpia-győztes.
Tanulmányait a Kecskemeti Állami Zeneiskolában kezdte, majd a Kodály Gimnázium elvégzése után a Zeneakadémián szerzett középiskolai énektanári- és karnagyi diplomát.
Vendégkarnagyként és előadóként több alkalommal, itthon és külföldön (Spanyolország, Olaszország) egyesített nemzetközi gyermekkórusokkal dolgozott. Négy alkalommal járt Japánban az ottani Kodály Társaság meghívottjaként, szolfézst és karvezetést oktatott, szemináriumokat tartott, különböző korú és típusú kórusokkal próbált és koncerteken vezényelt. Tokyo-ban, Budapesten, Debrecenben több alkalommal volt tagja a nemzetközi versenyek zsűrijének.

## Repertoár
Karnagyuk, Szebellédi Valéria széles repertoárral neveli kórusát, koncertjeiken rendszerint különböző korszakokból való kórusművek hangzanak fel. Fontosnak tartja a kortárs szerzők műveinek előadását, több darab ősbemutatója fűződik nevéhez (Orbán György, Kocsár Miklós, Mohay Miklós, Reményi Attila, Gyöngyösi Levente szerzeményei). 

## Eredmények, fontosabb fellépések
- 2011 Daróczi Bárdos Tamás születésnapi koncertje
- 2012 Daróczi Bárdos Tamás szerzői estje
- 2012 Kodály Zoltán születésének 130. évfordulója, emlékmise és koncert
- 2013 Kategóriagyőztes az 'A1' Vegyeskarok kötelező művel kategóriában (XIV. Budapesti Nemzetközi Kórusverseny, Budapest, Magyarország), Arany VI. diploma